# Mr. Klein
Mr. Klein (franska: Monsieur Klein) är en fransk-italiensk dramafilm från 1976 i regi av Joseph Losey.

## Utmärkelser
Filmen vann Césarpriset för bästa film 1977.

## Roller (urval)
- Alain Delon – Robert Klein
- Jeanne Moreau – Florence
- Suzanne Flon – värdinnan
- Michael Lonsdale – Pierre
- Juliet Berto – Janine
- Francine Bergé – Nicole
- Jean Bouise – mannen med tavlan
- Louis Seigner – Roberts far
- Michel Aumont – tjänsteman vid polisen
- Massimo Girotti – Charles
- Francine Racette – Françoise/Cathy/Isabelle
- Roland Bertin – tidningsredaktören
- Étienne Chicot – polis
- Pierre Vernier – polis
- Jacques Maury – dr. Montandon
- Gérard Jugnot – fotografen
- Jean Champion – tjänsteman på bårhuset
- Pierre Frag – tidningsförsäljaren
- Fred Personne – poliskommissarien
- Isabelle Sadoyan – kvinna under förhör
- Magali Clement – Lola
- Dany Kogan – Michelle